# Christlich-Arabisch
Christlich-Arabisch ist ein Dialekt, der von Personen, die eine christlich-orientalische Sprache, vor allem Syrisch als Liturgiesprache benutzen, gesprochen und geschrieben wird. Er zeichnet sich durch starke Beeinflussung in Grammatik und Lexik durch die Liturgiesprache aus.
Seit der Abbasidenzeit benutzten christliche Theologen, die häufig zugleich Ärzte waren, die arabische Sprache, um Werke medizinischen, naturwissenschaftlichen oder philosophischen Inhalts niederzuschreiben, während sie ihre theologischen Werke auf syrisch abfassten. Schon dieses Arabisch war vom Syrischen beeinflusst. Als etwa ab dem 13. Jahrhundert das Syrische als Literatursprache zusehends verfiel, trat das Christlich-Arabische verstärkt als eigenständiger Dialekt hervor. Christliche Schreiber, die syrische Werke in syrischer Schrift abzuschreiben hatten, waren in dieser geübter als in arabischer Schrift. Dies führte dazu, dass arabische Texte auch in syrischer Schrift (mit einigen durch diakritische Zeichen gekennzeichneten zusätzlichen Buchstaben) transkribiert wurden. Die Schrift dieser Texte wird als Garschuni bezeichnet.